# Teledeltos-Papier
Teledeltos-Papier ist elektrisch leitfähiges Papier. Eine Seite eines weißen Blattes wird mit Kohlenstoff beschichtet, die Seite verfärbt sich dabei schwarz, die andere Seite bleibt weiß.
Western Union entwickelte Teledeltos-Papier in den späten 1940er Jahren (Jahrzehnte nachdem es bereits für mathematische Modelle verwendet wurde) für die Verwendung in Faxgeräten und Messschreibern.
Teledeltos-Papier hat innerhalb der Technik mehrere Verwendungszwecke, die weit von seiner ursprünglichen Verwendung in Funkendruckern entfernt sind. Viele von ihnen verwenden das Papier, um die Verteilung von elektrischen und anderen Skalarfeldern zu modellieren.

## Verwendung
Teledeltos liefert eine Schicht eines gleichmäßigen Widerstands mit isotropem  Widerstand in jeder Richtung. Da es billig und leicht in Form zu schneiden ist, kann es verwendet werden, um einmalige Widerstände jeder gewünschten Form herzustellen. Diese werden normalerweise erstellt, um ein reales Abbild eines zweidimensionalen Skalarfelds darzustellen oder zu modellieren, wobei die Verteilung des Feldes untersucht wird. Dieses Feld kann ein elektrisches Feld oder ein anderes Feld sein, das denselben linearen Verteilungsregeln folgt.
Der spezifische Widerstand von Teledeltos-Papier liegt bei 6 Kilo-Ohm pro Quadrat. Dies ist niedrig genug, um mit sicheren niedrigen Spannungen verwendet werden zu können, aber hoch genug, um die Ströme niedrig zu halten, um Probleme mit dem Kontaktwiderstand zu vermeiden.
Verbindungen zum Teledeltos-Papier werden hergestellt, indem Bereiche mit leitfähiger Silberfarbe bestrichen und Drähte daran befestigt werden, normalerweise mit Federklemmen. Jeder lackierte Bereich hat einen niedrigen spezifischen Widerstand (relativ zum Kohlenstoff) und kann daher als konstant angesehen werden. Wenn die Spannungen angelegt sind, emuliert der Stromfluss durch das Blatt die Feldverteilung. Spannungen können innerhalb des Blechs durch Anlegen einer Voltmeter-Sonde (relativ zu einer der bekannten Elektroden) gemessen werden, oder es können Stromflüsse gemessen werden. Da der spezifische Widerstand des Blechs konstant ist, besteht die einfachste Möglichkeit zur Messung eines Stromflusses darin, ein kleines Voltmeter mit zwei Sonden zu verwenden, um die Spannungsdifferenz zwischen den Sonden zu messen. Da ihr Abstand und der spezifische Widerstand bekannt sind, kann der Widerstand zwischen ihnen und (nach dem Ohmschen Gesetz) der Stromfluss leicht bestimmt werden. In einigen Fällen wird davon ausgegangen, dass das umgebende Feld „unendlich“ ist. Dies würde auch ein unendliches Blatt Teledeltos-Papier erfordern. Vorausgesetzt, das Blatt ist im Vergleich zum Versuchsbereich lediglich „groß“, reicht ein Blatt endlicher Größe für die meisten experimentellen Übungen aus.

## Felddiagramm
Die grundlegende Technik zum Zeichnen eines Feldes besteht darin, zuerst ein Modell der unabhängigen Variablen zu erstellen und dann Spannungsmesssonden zu verwenden, um die abhängigen Variablen zu messen. In der Regel bedeutet dies, an bestimmten Punkten bekannte Spannungen anzulegen und dann Spannungen und Ströme innerhalb des Modells zu messen. Die beiden grundlegenden Ansätze bestehen darin, entweder Elektroden und eine Spannung an bekannten Punkten innerhalb eines großen Teledeltos-Papiers anzulegen (Modellierung eines unendlichen Feldes) oder eine Form aus Teledeltos-Papier zu schneiden und dann Spannungen an seine Kanten anzulegen (Modellierung eines begrenzten Feldes). Es gibt eine übliche praktische Assoziation, dass elektrische Feldmodelle normalerweise unendlich und thermische Modelle normalerweise begrenzt sind.

## Analoge Modellierung von Feldern
Obwohl die Modellierung elektrischer Felder selbst in einigen Bereichen wie dem Entwurf von thermoionischen Ventilen direkt nützlich ist, besteht die hauptsächliche praktische Anwendung der breiteren Technik in der Modellierung von Feldern anderer Größen. Diese Technik kann auf jedes Feld angewendet werden, das den gleichen linearen Regeln wie das Ohmsche Gesetz für den spezifischen Volumenwiderstand folgt. Dies umfasst den Wärmefluss, einige Optiken und einige Aspekte der Newtonschen Mechanik. Aufgrund von Viskositäts- und Kompressibilitätseffekten oder bei hochintensiven Optiken, bei denen nichtlineare Effekte sichtbar werden, ist sie normalerweise nicht auf die Fluiddynamik anwendbar. Es kann auf einige mechanische Probleme anwendbar sein, die homogene und isotrope Materialien wie Metalle betreffen, jedoch nicht auf Verbundwerkstoffe.
Vor der Verwendung von Teledeltos-Papier wurde eine ähnliche Technik zur Modellierung von Gasströmen verwendet, bei der eine flache Schale mit Kupfersulfatlösung als Medium mit Kupferelektroden auf jeder Seite verwendet wurde. Barrieren innerhalb des Modells könnten aus Wachs geformt werden. Als Flüssigkeit war dies weitaus weniger bequem. Der britische Mathematiker und Luftfahrtingenieur Stanley Hooker beschreibt seine Verwendung vor dem Krieg, stellt jedoch auch fest, dass Kompressibilitätseffekte auf diese Weise modelliert werden könnten, indem der Boden des Tanks geformt wird, um zusätzliche Tiefe und damit Leitfähigkeit vor Ort zu erzielen.
Eine der wichtigsten Anwendungen ist die thermische Modellierung. Die Spannung ist das Analogon von Temperatur und Stromfluss und Wärmefluss. Wenn die Grenzen eines Kühlkörpermodells beide mit leitfähiger Farbe lackiert sind, um zwei separate Elektroden zu bilden, kann jede auf einer Spannung gehalten werden, um die Temperaturen einer internen Wärmequelle (wie eines Mikroprozessorchips) und die externe Umgebungstemperatur darzustellen. Potentiale innerhalb des Kühlkörpers repräsentieren Innentemperaturen und Stromflüsse repräsentieren den Wärmefluss. In vielen Fällen kann die interne Wärmequelle mit einer Konstantstromquelle anstelle einer Spannung modelliert werden, was eine bessere Analogie des Leistungsverlusts als Wärme ergibt, anstatt eine einfache konstante Temperatur anzunehmen. Wenn der externe Luftstrom eingeschränkt ist, kann die „Umgebungs“-Elektrode unterteilt und jeder Abschnitt über einen Widerstand oder Strombegrenzer mit einer gemeinsamen Spannungsversorgung verbunden werden, was die proportionale oder maximale Wärmestromkapazität dieses Luftstroms darstellt.
Da Kühlkörper üblicherweise aus stranggepressten Aluminiumprofilen hergestellt werden, ist das zweidimensionale Papier normalerweise keine ernsthafte Einschränkung. In einigen Fällen, beispielsweise bei Kolben für Verbrennungsmotoren, kann eine dreidimensionale Modellierung erforderlich sein. Dies wurde analog zu Teledeltos-Papier unter Verwendung von Volumentanks eines leitenden Elektrolyten durchgeführt.
Diese thermische Modellierungstechnik ist in vielen Bereichen des Maschinenbaus nützlich, wie zum Beispiel Kühlkörper- und Heizkörper-Design und Druckguss.
Die Entwicklung der Computermodellierung und der Finite-Elemente-Analyse hat den Einsatz von Teledeltos-Papier reduziert, sodass die Technik jetzt unklar ist und die Materialien schwer zu beschaffen sind. Seine Verwendung ist im Unterricht immer noch sehr wertvoll, da die Technik eine sehr offensichtliche Methode zur Messung von Feldern darstellt und sofortiges Feedback bietet, wenn sich die Form eines Versuchsaufbaus ändert, was ein grundlegenderes Verständnis fördert.

## Sensoren
Teledeltos-Papier kann auch verwendet werden, um Sensoren entweder direkt als eingebettetes Widerstandselement oder indirekt als Teil ihres Entwurfsprozesses herzustellen.

## Widerstandssensoren
Ein Stück Teledeltos-Papier mit leitenden Elektroden an jedem Ende bildet einen einfachen  Widerstand. Sein Widerstand ist leicht empfindlich gegenüber mechanischer Beanspruchung durch Biegen oder Komprimieren, aber das Papiersubstrat ist nicht robust genug, um einen zuverlässigen Sensor für den Langzeitgebrauch herzustellen.
Ein üblicherer Widerstandssensor ist ein  Potentiometer. Bei einem langen, dünnen Widerstand mit angelegter Spannung kann eine leitende Sonde entlang ihrer Oberfläche gleiten. Die Spannung an der Sonde hängt von ihrer Position zwischen den beiden Endkontakten ab. Ein solcher Sensor kann die Tastatur für ein einfaches elektronisches Musikinstrument, wie ein Tannerin oder ein Stylophon, bilden.
Ein ähnlicher linearer Sensor verwendet zwei Streifen Teledeltos-Papier, die von Angesicht zu Angesicht angeordnet sind. Druck auf die Rückseite eines Streifens (Fingerdruck ist ausreichend) drückt die beiden leitenden Flächen zusammen, um einen Kontakt mit niedrigerem Widerstand zu bilden. Dies kann auf ähnliche potentiometrische Weise wie die leitende Sonde verwendet werden, ohne dass die spezielle Sonde erforderlich ist. Dies kann für ein anderes elektronisches Musikinstrument als Klassenzimmer-Demonstration verwendet werden, mit einer Farbband-Controller-Tastatur, wie beispielsweise die Monotron. Wenn für jedes Teledeltos-Papier gekreuzte Elektroden verwendet werden, kann ein zweidimensionales, resistives Touchpad demonstriert werden.

## Kapazitive Sensoren
Obwohl Teledeltos-Papier nicht zur Herstellung kapazitiver Sensoren verwendet wird, kann es aufgrund seiner Feldmodellierungsfähigkeiten auch zur Bestimmung der Kapazität beliebig geformter Elektroden während des Sensordesigns verwendet werden.